# عمق الاختراق

طول توهين الأشعة السينية في الماء كدالة لطاقة الفوتون

عمق الاختراق مقياس لكمية دخول الضوء أو أي إشعاع كهرومغناطيسي في المادة. وهو العمق الذي تنخفض فيه شدة الإشعاع داخل المادة إلى نحو 37% من قيمته الأصلية عند السطح.